# Хайнрих Екбрехт фон Дюркхайм
Хайнрих Екбрехт фон Дюркхайм-Рорбах (на немски: Heinrich Eckbrecht von Dürckheim-Rohrbach; † сл. 1368) от старата благородническата фамилия Дюркхайм, е господар на Рорбах в Пфалц.

## Произход
Той е син на Хайнрих Екбрехт фон Дюркхайм († сл. 1347) и внук на рицар Екбрехт фон Дюркхайм († сл. 1307).

## Фамилия
Хайнрих Екбрехт фон Дюркхайм се жени за фон Хиршберг и има четири деца:
- Хайнрих Екбрехт фон Дюркхайм († сл. 29 април 1408), женен I. за Бентце Герзевин фон Спанхайм († сл. 1386), II. 1387 г. за Катарина фон Винщайн († сл. 1398), III. за Катарина фон Граенщайн († пр. 26 март 1419)
- Хертвиг Екбрехт фон Дюркхайм († сл. 1393), рицар, женен I. за неизвестна по име, II. за Вибел фон Монфор († сл. 1403), продължава рода
- Алхайм Екбрехт фон Дюркхайм († сл. 1402)
- Йохан Екбрехт фон Дюркхайм († сл. 1389)